# 창원 가을포 봉수대
창원 가을포 봉수대(昌原 가을포 烽燧臺)는 대한민국 경상남도 창원시 마산합포구 진동면에 있는 고려시대의 봉수대이다. 1997년 12월 31일 경상남도의 기념물 제169호로 지정되었다.

## 현지 안내문
봉수대는 횃불과 연기를 이용하여 급한 소식을 전하던 옛날의 통신수단을 말한다. 높은 산에 올라가서 불을 피워 낮에는 연기로 밤에는 불빛으로 신호를 보냈다.
가을포 봉수대는 진동면 광암마을 뒷산 능선에 있으며, 서울 목멱산(지금의 남산) 중앙 봉수에 이르는 봉화선로의 중간노선을 연결하는 간봉(間烽)이다. 가을포 봉수대는 진해읍성과 관계가 있으며, 인접한 고성 우산봉수, 곡산 봉수의 신호를 받아 함안 파산 봉수, 의령 가막산 봉수로 전달하였다.
현재 직경 13m 정도의 원형 축대 안쪽에 화덕 1기를 복원해두고 있으나 학술적인 고증을 거치지 않고 복원하여 원형에 손상이 많다.

## 같이 보기
- 고성 곡산 봉수대
- 함안 파산 봉수대
- 의령 가막산 봉수대

## 참고 자료
- 창원 가을포 봉수대 - 국가유산청 국가유산포털